# Calyptorhynchus funereus
La cacatúa fúnebre coliamarilla (Calyptorhynchus funereus) es una especie de ave de la familia de las cacatúas (Cacatuidae). Es una cacatúa de gran tamaño y miembro del género Calyptorhynchus, nativa del sudeste de Australia. Tiene una medida alrededor de los 55 a 65 cm de longitud. Tiene una cresta corta en la parte superior de su cabeza. Su plumaje es mayormente negro-marrón, destacan parches amarillos en sus mejillas y una cola amarilla. Las plumas del cuerpo están bordeadas de amarillo dando una apariencia ondulada.
A diferencia de otras cacatúas, una gran proporción de la dieta de la cacatúa fúnebre coliamarilla se compone de gusanos y de semillas. Anida en huecos situados en lo alto de árboles con diámetros muy grandes, generalmente de Eucaliptus. Si bien, siguen siendo comunes en gran parte de su área de distribución, la fragmentación de hábitat y la pérdida de grandes árboles adecuados para anidar ha causado una disminución de la población de Victoria y Australia del Sur. En algunos lugares las cacatúas fúnebres de cola amarilla parecen haberse adaptado a la presencia de seres humanos y con frecuencia se puede ver en algunas partes de las zonas urbanas de Sídney y Melbourne. No se ve comúnmente en la avicultura, sobre todo fuera de Australia. Como la mayoría de los loros, está protegida por la CITES, un acuerdo internacional que intenta asegurar que el comercio internacional de especímenes de animales y plantas salvajes no amenace su supervivencia en su medio natural.

## Taxonomía
La cacatúa fúnebre de cola amarilla fue descrita por primera vez en 1794 por el naturalista inglés George Shaw como Psittacus funereus, su nombre específico funereus hace referencia a su plumaje oscuro y sombrío, como si vistiese para un funeral. El zoólogo francés Anselme Gaëtan Desmarest lo reclasificó con el género Calyptorhynchus en 1826. El nombre del género se deriva de las palabras griegas καλυπτος (calyptos) "oculto" y ῥυγχος (rhynchos) "pico".
El ornitólogo John Gould nombró a la especie como la cacatúa fúnebre. Otros nombres comunes utilizados son cacatúa fúnebre de cola amarilla, cacatúa fúnebre orejiamarilla y Wylah. Wy-la era un término aborigen de la región de Hunter Valley, Nueva Gales del Sur, mientras que el nombre tharawal de la región de Illawarra es Ngaoaraa. El científico Matt Cameron ha propuesto el desuso de la palabra "fúnebre" para acortar el nombre a "cacatúa de cola amarilla", y explicó que nombres más cortos son más ampliamente aceptados.
Dentro del género de la cacatúa fúnebre coliamarilla y las dos especies occidentales de cola blanca, la cacatúa fúnebre piquicorta y la cacatúa fúnebre piquilarga forman el subgénero Zanda. Además de las mencionadas anteriormente, las cacatúas fúnebre coliroja y la lustrosa forman el subgénero Calyptorhynchus. Los dos grupos se distinguen por las diferencias entre las llamadas para pedir alimentos y el grado de dimorfismo sexual. Los machos y las hembras de este último grupo tienen un plumaje diferente, mientras que los de las primeras tienen un plumaje muy similar.
Las tres especies del subgénero Zanda han sido diversamente consideradas como dos, y luego como una sola especie por muchos años. En un documento de 1979, el ornitòlogo australiano Denis Saunders puso de relieve la similitud entre el pico corto y la raza sureña xanthanotus, por lo que eran tratados como una sola especie mientras que la de pico largo como una especie distinta. Propuso que el oeste de Australia había sido colonizado en dos ocasiones, una vez por un ancestro común de las tres formas (que se convirtió en la cacatúa fúnebre de pico largo), y más tarde por lo que se ha convertido en la cacatúa fúnebre de pico corto.  Sin embargo, un análisis de alozimas publicado en 1984 reveló los dos animales de Australia Occidental estaban más estrechamente relacionados entre sí que con la cacatúa fúnebre de cola amarilla, y el consenso desde entonces ha sido la de tratarlos como tres especies distintas.
Dentro de la especie, son reconocidas dos subespecies (en la nomenclatura trinomial):
- C. f. funereus es conocida como la raza oriental de las cacatúas fúnebres de cola amarilla. Se encuentra distribuida desde Berserker en el centro de Queensland, al sur a través de Nueva Gales del Sur, y al este en Victoria. Se distingue por su tamaño más grande, con una cola, alas y garras más largas.[4][11]

- C. f. xanthanotus es conocida como la raza sureña de las cacatúas fúnebres de cola amarilla. Se encuentra distribuido en el oeste de Victoria, sureste de Australia, las islas del Estrecho de Bass, y Tasmania. Gould lo describió en 1838 y luego cambió su ortografía para "xanthonotus". Sin embargo, el primer nombre fue reconocido teniendo como prioridad, y en virtud, de las normas de denominación del ICZN, por lo que se conservado su ortografía.[13] Saunders informó en 1979 que los machos de Tasmania tenían picos más amplios que los de sus parientes continentales, y que las hembras de Tasmania eran más grandes que los machos.[11] Sin embargo, esta observación aún no se ha replicado y la mayoría de autoridades sólo reconocen dos subespecies. Si una tercera subespecie es reconocida, la subespecie continental del sur se denominaría whiteae, después de haber sido llamado así por Gregory Mathews en 1912, y el nombre original de xanthanotus se aplicaría solamente a una muestra, la cual se limitaría a la población de Tasmania.[14]

## Distribución y hábitat

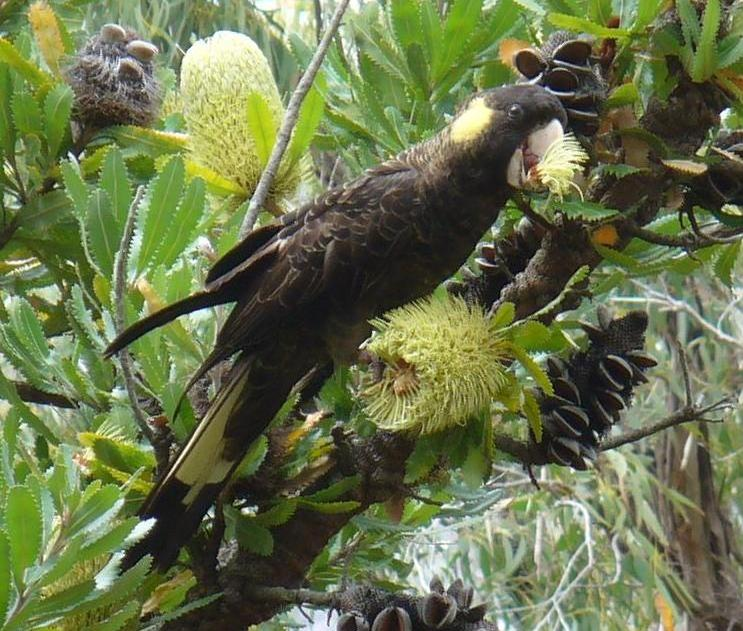
Hembra de la raza xanthanotus alimentándose de un Banksia serrata.

Calyptorhynchus funereus habita a 2.000 m s. n. m. en el sudeste de Australia, incluida la isla de Tasmania y las islas del estrecho de Bass (King, Flinders y Cabo Barren), y también en la Isla Canguro. En Tasmania y las islas del estrecho de Bass es la única cacatúa nativa de colores oscuros.  En el continente, se encuentra desde las inmediaciones de Gin Gin y Gympie en Queensland, en el sur en Nueva Gales del Sur, donde se encuentra a lo largo de la Gran Cordillera Divisoria, y al interior en el parque nacional Coorong y en Montes Lofty, en el sureste de Australia. Una pequeña población de entre 30 y 40 aves habita en la península de Eyre. Ahí se pueden encontrar en los eucalipto de azúcar (Eucalyptus cladocalyx) de la parte inferior de la península. Por lo general son fáciles de encontrar en una amplia gama de hábitats, aunque no tienden a permanecer en un mismo territorio. Su área de reproducción se limita a amplias zonas con grandes árboles longevos.
Estas aves se pueden encontrar en una gran variedad de hábitats, incluyendo bosques de hierba, bosques ribereños, brezales, zonas subalpinas, plantaciones de pino y ocasionalmente, en zonas urbanas, siempre y cuando exista el suficiente suministro de alimento. También se han propagado a partes de los suburbios de Sídney, en particular en o cerca de campos de golf, plantaciones de pino y parques como el Parque Centenario, en los suburbios del este. No está claro si es capaz de adaptarse a otros hábitats, o si migra por la pérdida de hábitat en otras partes. En Melbourne, han sido registrados en Parque Yarra Bend.

## Comportamiento

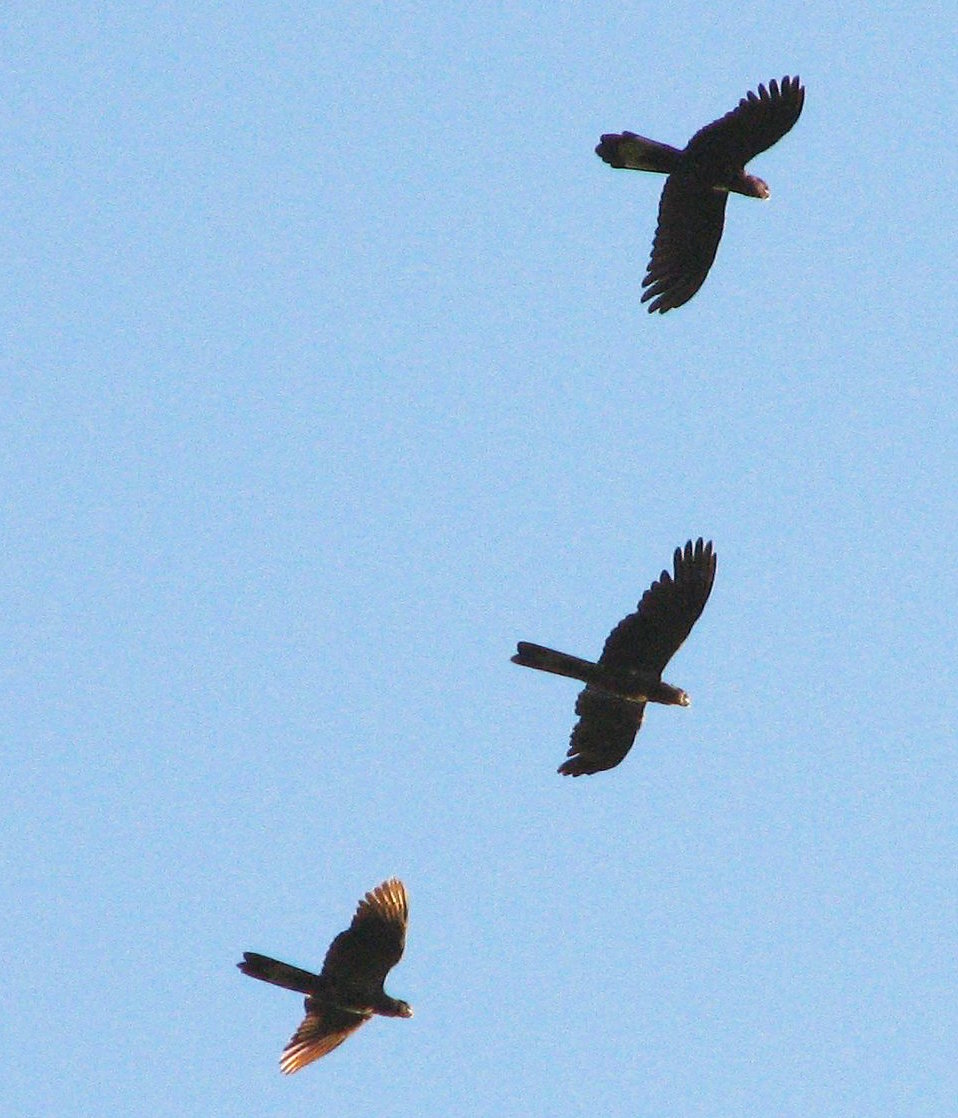
Una familia volando en Tasmania.

Calyptorhynchus funereus es una especie diurna, estridente y ruidosa, a menudo es escuchada antes de ser vistas. Realizan viajes largos, volando a una altura considerable y llamándose unos a otros; comúnmente son vistos volando en pareja, o tríos, los cuales incluyen a una pareja y sus crías, o pequeños grupos. Fuera de la temporada de cría en otoño e invierno, pueden confluir en manadas de cien o más aves, mientras que las interacciones familiares entre parejas o tríos se mantienen. Por lo general, las aves son cautelosas, aunque pueden ser menos tímidas en las zonas urbanas y suburbanas. También se mantienen en los árboles, sólo bajan al nivel del suelo para inspeccionar pinos caídos o a beber líquidos; su vuelo es fluido y han descrito como "vagos", por sus aleteos lentos.
Los eucaliptos altos que son emergentes entre los demás árboles en las áreas boscosas son seleccionados como sitios para posarse. Es aquí donde las cacatúas descansan por la noche, reposan y también se protegen del calor del día. Manadas vuelven a descansar antes del mal tiempo.
El sonido producido por la cacatúa es una llamada aguda parecida al llanto, "kee-kee ... ow ow-ow-kee ...", el cual es realizado durante el vuelo o descansando, y se puede escuchar a lo lejos. Las aves también puede realizar un llamado de alarma. También hacen un llamado suave, riendo entre dientes durante la búsqueda de larvas. Los adultos son normalmente tranquilos mientras se alimentan, mientras que los menores hacen mucho ruido emitiendo sonidos frecuentemente. El ave lira soberbia puede imitar el llamado de los adultos de la cacatúa fúnebre de cola amarilla con gran similitud.

### Reproducción y crianza
La temporada de reproducción varía según la latitud y la especie, generalmente tiene lugar entre abril y julio en Queensland, desde enero hasta mayo en el norte de Nueva Gales del Sur, desde diciembre hasta febrero en el sur de Nueva Gales del Sur, y de octubre a febrero en Victoria, Australia del Sur y Tasmania. El macho corteja a la hembra inflando su cresta y extendiendo las plumas de su cola para mostrar su plumaje amarillo. Gruñendo suavemente, se acerca a la hembra y se inclina de tres a cuatro veces hacia ella. Sus anillos oculares también pueden tornarse en un color rosa profundo. La anidación tiene lugar en los grandes huecos de árboles altos y verticales, por lo general en los eucaliptos, ya sean vivos o muertos. Los árboles aislados son generalmente elegidos, por lo que las aves pueden volar hacia y desde ellos relativamente sin obstáculos. El mismo árbol puede ser utilizado durante muchos años. Un estudio de 1994 acerca de los sitios de anidación en los bosques de Eucalyptus regnans en el este de Victoria Strzelecki halló que la edad de los árboles utilizados para los huecos era de un promedio de 228 años. Los autores observaron que la propuesta de rotación temporal de entre 80 y 150 años para los bosques gestionados tendría un impacto sobre el número adecuado de árboles.
Los huecos pueden ser de 1 a 2 metros de profundidad y de 0,25 a 0,5 metros de ancho, con una base de astillas de madera. La tala de uno de los eucaliptos que se han utilizado como árbol de anidación cerca de Scottsdale en el noreste de Tasmania permitió realizar mediciones precisas; los resultados de la medición fue de huecos con una altura de 56 cm y 30 cm de ancho en la boca, con al menos 65 cm de profundidad, en un árbol que medía 72 cm de diámetro debajo del agujero. Tanto hembras como machos preparan el nido para las crías, el cual consiste en el raspado y la descamación de virutas de madera desde el interior del hueco para preparar las camas para los huevos, algunas hojas también son añadidas ocasionalmente. La nidada consiste de uno a dos huevos blancos redondos y sin brillo oval, que pueden tener el nódulo de lima ocasional. Los promedios del primer huevo son de alrededor a 47 y 48 mm de largo y 37 mm de diámetro. El segundo huevo es aproximadamente 2 mm más pequeño por todas partes y es puesto de dos a siete días después del primero. La hembra empieza a incubar los huevos después de que la puesta ha finalizado; ella entra en el hueco, y es visitada por el macho, quien lleva los alimentos de dos a cuatro veces al día. Más tarde ambos padres contribuyen a aumentar las crías. El segundo polluelo normalmente es descuidado y por lo general muere durante su infancia. Muchos de los datos sobre la cría de estas aves en su hábitat natural son escasos, sin embargo, se sabe que el período de incubación en cautividad es de 28 a 31 días. Los polluelos recién nacidos están cubiertos con plumas amarillas y tienen picos de color rosa que se decoloran a un color blanco grisáceo durante la crianza en primavera. Los polluelos se mantienen en crianza durante tres meses después de la eclosión, y permanecen en la compañía de sus padres hasta la próxima temporada de cría.
Al igual que otras cacatúas, esta especie es de una notable longevidad. Un par de cacatúas fúnebres de cola amarilla del zoológico de Róterdam mostraron una edad de 41 y 37 años y signos de una estrecha relación. Las aves parecen alcanzar la madurez sexual entre los cuatro y seis años de edad, lo que es el rango registrado de edad de la cría en cautiverio.

### Parásitos
En 2004, una cacatúa fúnebre de cola amarilla y dos individuos de Podargus strigoides de estado silvestre padecían síntomas neurológicos que demostraron la presencia de Angiostrongylus cantonensis, un parásito nematodo. Ellos fueron los primeros mamíferos descubiertos que han portado a dicho organismo. Una especie de ácaro ha sido descubierto en sus plumas, el Psittophagus calyptorhynchi, y es el único huésped de esta especie hasta la fecha.

### Obras citadas
- Beruldsen, Gordon (2003). Australian Birds: Their Nests and Eggs (en inglés). Kenmore Hills: G. Beruldsen. ISBN 0-646-42798-9.
- Cameron, Matt (2008). Cockatoos (en inglés). CSIRO Publishing. ISBN 978-0-643092-32-7.
- Christidis, L.; W.E. Boles (2008). Systematics and Taxonomy of Australian Birds (en inglés). Canberra, Australia: CSIRO Publishing. ISBN 9780643065116.
- Forshaw, Joseph (2006). Parrots of the World; an identification guide (en inglés). Princeton University Press. ISBN 0691092516.
- Forshaw, Joseph; William T. Cooper (2002). Australian Parrots (en inglés). Alexander Editions. ISBN 0-9581212-0-6.
- Higgins, P.J. (1999). Parrots to Dollarbird. Handbook of Australian, New Zealand and Antarctic Birds (en inglés) 4. Oxford University Press. ISBN 0-19-553071-3.
- Lendon, Alan H. (1973). Australian Parrots in Field and Aviary (en inglés). Angus & Robertson. ISBN 0-207-12424-8.